# Беклин, Уильям
Уильям Расселл Беклин (англ. William Russell Becklean; род. 23 июня 1936, Канзас-Сити, Миссури) — американский гребной рулевой, выступавший за сборную США по академической гребле в середине 1950-х годов. Чемпион летних Олимпийских игр в Мельбурне, победитель и призёр регат национального значения. Также известен как бизнесмен и финансовый аналитик.

## Биография
Уильям Беклин родился 23 июня 1936 года в городе Канзас-Сити, штат Миссури.
Во время учёбы в Академии Филлипса в Эксетере занимался борьбой и был рулевым в экипаже по академической гребле. Поступив в Йельский университет, в течение одного года практиковал бокс и одновременно с этим продолжал принимать участие в соревнованиях по гребле в качестве рулевого, состоял в местной гребной команде «Йель Булдогс», неоднократно принимал участие в различных студенческих регатах.
Наивысшего успеха в гребле на взрослом международном уровне добился в сезоне 1956 года, когда вошёл в основной состав американской национальной сборной и благодаря череде удачных выступлений удостоился права защищать честь страны на летних Олимпийских играх в Мельбурне. В составе экипажа-восьмёрки обошёл в финале всех своих соперников, в том числе почти на две секунды опередил ближайших преследователей из Канады, и тем самым завоевал золотую олимпийскую медаль.
В 1957 году, будучи рулевым йельской восьмёрки, одержал победу в традиционной студенческой регате «Восточные спринты», в том числе взял верх над командой из Гарварда.
Окончил университет в 1958 году, получив степень бакалавра в области электронного инжиниринга. Позже дополнительно получил степень магистра делового администрирования в Гарвардской школе бизнеса.
Служил в Военно-морских силах США, был задействован в системе управления атомными подводными лодками и кораблями страны.
Имея сертификат Chartered Financial Analyst, впоследствии проявил себя как финансовый аналитик. Являлся сотрудником таких крупных компаний как Kidder, Peabody & Co., Bache & Co., занимал должность управляющего директора и главы технологической группы в компании Tucker Anthony.